# رگتایم

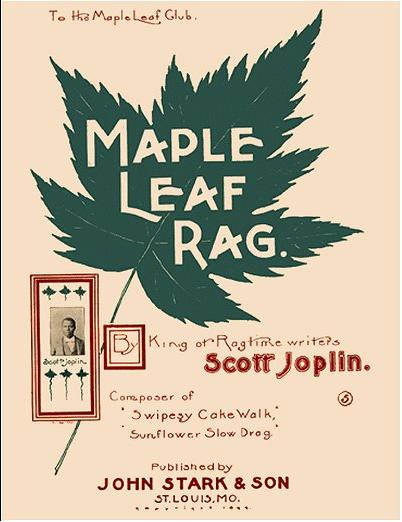

رَگ‌تایم (Ragtime) گونه‌ای موسیقی است که در میان سال‌های ۱۸۹۰–۱۹۱۰ در اوج بوده که در اواخر قرن ۱۹ در جوامع آفریقایی آمریکایی سرچشمه گرفت و به شکل مشخصی از موسیقی محبوب آمریکایی تبدیل شد.
معمولاً دارای ضرب ۲/۴ و ۴/۴ است و برای پیانو ساخته و اجرا می‌شدند که معمولاً حاوی چندین مضمون مجزا بودند و اغلب در الگوهای تکرار و تکرار مرتب می‌شدند. اگر چه بجز پیانو برای انواع سازها و سبک‌ها اقتباس شده است.
در اوایل قرن ۲۰ توسط آهنگسازانی مثل اسکات جاپلین، جیمز اسکات و جوزف لمب محبوب شد. البته قبل از اینکه این سبک به صورت نت چاپ و منتشر شود توسعه یافته بوده که منشأ اون از ایالات کنتاکی و میسوری و تکزاس بود. می‌توان گفت رگتایم اصلاحی از سبک مارش بود که با چند ریتم اضافی از موسیقی آفریقایی ساخته شده بود و توسط جان فیلیپ سوزا رایج شد.
اولین آهنگ رگتایمی که به صورت رسمی منتشر شد «لا پس ما لا» در سال ۱۸۹۵ بود که توسط ارنست هوگان نوشته شده بود و بن هارنی سال بعدش یعنی ۱۸۹۶ آهنگ You’ve been a good old wagon but you done broke down رو ساخت که بسیار موفق آمیز بود و توی محبوبیت این ژانر تونست مؤثر باشه.
ساختار و خصلت اصلی رگتایم ریتم سنکوپی (پاره دار) است. رگ‌تایم نوعی جاز اولیه است که در آن ضرب و مکث بسیار مؤکد است. در این سبک از شیوه‌ای به نام صدای بَمِ رونده (walking bass) استفاده می‌شود. این سبک از سبک‌های پیانویی در موسیقی جاز است.
رگ‌تایم از ترانه‌های بردگان سیاه‌پوست آمریکا سرچشمه گرفته است. رگ به معنای ژنده و پاره و گسیخته است و تایم به معنای وزن و ضربان موسیقی.